# 田中康郎
田中 康郎（たなか やすお、1932年3月6日 - 2003年12月5日）は、日本の男性声優。東京都出身。

## 経歴
日本大学芸術学部卒業。
大学時代の同級生だったたてかべ和也と組み、劇団演劇座を結成。その後、劇団青俳、劇団同人会、金星プロダクション、東京アクタープロダクション、太陽プロモーション、青二プロダクション、九プロダクションに所属していた。
2003年12月5日、71歳で死去。

## 人物
声種はバス。
趣味は読書、映画鑑賞、音楽。

## 後任
田中の没後、持ち役を引き継いだ人物は以下のとおり。
| 後任・代役 | キャラクター名   | 概要作品                          | 後任・代役の初担当作品             |
| ---------- | ---------------- | --------------------------------- | ---------------------------------- |
| 島田敏     | ゴーモン         | 天外魔境 ZIRIA                    | 天外魔境 ZIRIA〜遥かなるジパング〜 |
| 大塚周夫   | ナメクジ仙人     | 天外魔境 ZIRIA                    | 天外魔境 ZIRIA〜遥かなるジパング〜 |
| 徳丸完     | バベル王         | スペースコブラ                    | コブラ・ザ・アーケード             |
| 寺杣昌紀   | モーガン・アープ | 宇宙大作戦 危機一髪! OK牧場の決闘 | デジタルリマスター版追加収録部分   |
| 中村浩太郎 | ニーニョ         | 夕陽のガンマン                    | 完声版追加収録部分                 |
| 玄田哲章   | バクテリアン     | ドラゴンボール                    | ドラゴンボールDS                   |

## 出演
太字はメインキャラクター。

### テレビアニメ
1972年
- 科学忍者隊ガッチャマン（隊長、指令隊長）
- 樫の木モック（大蛇、ワニ、兵）

1973年
- けろっこデメタン（ザリ）

1975年
- 宇宙の騎士テッカマン（シュビダー）
- タイムボカン（ドラキュラ、ドレンソ、グリフィン博士）

1976年
- 母を訪ねて三千里（ジョバンニ）
- ポールのミラクル大作戦（ウッボ首領、ローラー巨人）

1977年
- ブロッカー軍団IVマシーンブラスター（アバータ）
- ヤッターマン（長老、ドンパン）

1978年
- 女王陛下のプティアンジェ（マックス）
- 無敵鋼人ダイターン3（フランケン）
- 野球狂の詩（1978年 - 1979年、北道組2代目、大藪）

1979年
- 銀河鉄道999（市長、隊長、牧師、機械化隊長）※総集編の「メーテルの父」は誤表記
- ザ☆ウルトラマン（1979年 - 1980年）
- ベルサイユのばら
- ルパン三世 (TV第2シリーズ)

1980年
- あしたのジョー2
- 宇宙戦艦ヤマトIII（サイモン教授）
- タイガーマスク二世（1981年 - 1982年、ギラド、ビッグ・ウッド、巨漢、青銅マッスル）
- 釣りキチ三平（グリズリー）
- 伝説巨神イデオン（ライス）
- トム・ソーヤーの冒険（サムじいさん、ホーク）
- 魔法少女ララベル
- 燃えろアーサー 白馬の王子（ワルゲン）

1981年
- 怪物くん
- 銀河旋風ブライガー（1981年 - 1982年、ダグマン社長、ジェンキン）
- 荒野の呼び声 吠えろバック（ハンス）
- 太陽の牙ダグラム（総理）
- ハニーハニーのすてきな冒険（ピカ・ピカール）
- ハロー!サンディベル
- ワンワン三銃士（1981年 - 1982年、ウディニエール）

1982年
- あさりちゃん（藪小路いばらの父）
- おちゃめ神物語コロコロポロン（ミノタウロス、オニソール）
- ゲームセンターあらし（月影一平太の父）
- Dr.スランプ アラレちゃん（ジョー・ダン）
- ドラえもん（テレビ朝日版第1期）（1982年 - 1990年、フニャ子フニャ夫）

1983年
- 愛してナイト（医者、宣伝部長）
- 銀河疾風サスライガー（グレアム・ビッグ）
- 光速電神アルベガス（ギジル）
- スペースコブラ
- ななこSOS（長万部〈初代〉）
- プラレス3四郎（カルデロ）
- まんが日本史（細川勝元、武田信虎、徳川秀忠）

1984年
- OKAWARI-BOY スターザンS（商人ET）
- 宗谷物語（松林、小方船長、隊長、船長）
- ビデオ戦士レザリオン（社長）
- 北斗の拳（1984年 - 1986年、マッド軍曹、ゴジバ、ヘイスタック、ザコル、隊長、指揮官、ゴンズ、モーガン）
- 夢戦士ウイングマン（1984年 - 1985年、リメル）
- ルパン三世 PARTIII

1985年
- 悪魔島のプリンス 三つ目がとおる（須武田先生）
- おねがい!サミアどん
- ゲゲゲの鬼太郎（第3作）（1985年 - 1988年、たんたん坊、ワルタ、あかねの父、村山、駅長、見上げ入道、釜なり、魚屋、のびあがり、狼男〈初代〉、ダルマ〈2代目〉、野上、がしゃどくろ、手長、家鳴B、化けぞうり、水木老人、ミミズ男）
- 銀牙 -流れ星 銀-（源じい）

1986年
- ドラゴンボール（1986年 - 1987年、バクテリアン、金角）

1987年
- エスパー魔美（ボス、金子信介）
- シティーハンター（竜神信夫、黒川）
- 新メイプルタウン物語 パームタウン編（ラルフ、ホワイト、ゴート）
- ハイスクール!奇面組（本間屋教授）
- 北斗の拳2（1987年 - 1988年、バロナ、ブロン、大老）

1988年
- 美味しんぼ（島高親方〈初代〉、星村外務大臣、肉屋の主人、尾寺）
- 魁!!男塾（源三）
- シティーハンター2（組長）
- 闘将!!拉麵男（龍神）
- ビックリマン（聖岩固、魔暗小路、魔重低音、面角王、クサビ打王）
- ひみつのアッコちゃん（1988年）（近田、太田、森山先生の父）

1989年
- 悪魔くん（ケルベロス）
- キテレツ大百科（1989年 - 1993年、龍之介、熊田虎七、大貫、お爺さん、相沢、加納）

1990年
- ドラゴンボールZ（ザークロ）

1991年
- 機甲警察メタルジャック（牧江田）

1992年
- ウルトラマンキッズ 母をたずねて3000万光年（市長）

1994年
- クレヨンしんちゃん（三木和目男 他）

1995年
- ストリートファイターII V（ザンギエフ）

1996年
- るろうに剣心 -明治剣客浪漫譚-（鬼崎鉄貫）

2000年
- 機巧奇傳ヒヲウ戦記（徳川家康）

### 劇場アニメ
1981年
- あしたのジョー2
- 機動戦士ガンダム（ハンブル）

1982年
- ドラえもん のび太の大魔境（酋長）
- 浮浪雲（定八）
- FUTURE WAR 198X年

1983年
- 宇宙戦艦ヤマト 完結編（磯風艦長）
- はだしのゲン
- パタリロ! スターダスト計画
- プロ野球を10倍楽しく見る方法（タケガミ）

1984年
- SF新世紀レンズマン（ブレークスリー）
- キン肉マン 奪われたチャンピオンベルト（ハリゴラス）
- プロ野球を10倍楽しく見る方法 PART2（タケガミ）
- 綿の国星（猫捕りのおっさんA）

1985年
- カムイの剣（投網の孫六）
- キン肉マン 正義超人vs古代超人（ストーンサタン）

1986年
- 強殖装甲ガイバー（運転手）
- ドラえもん のび太と鉄人兵団（ロボット隊長）
- 北斗の拳

1987年
- 勝利投手（イーグルスオーナー）
- バツ&テリー（監督）

1988年
- ビックリマン 第一次聖魔大戦（高気圧帝）

1989年
- ウルトラマンUSA（フィルビー博士）

1992年
- 三国志 第一部・英雄たちの夜明け（袁紹）

1993年
- 三国志 第二部・長江燃ゆ!（袁紹）

1994年
- 三国志 完結編・遥かなる大地（馬良）

### OVA
1985年
- 酎ハイれもんLOVE30S 雨にぬれても

1986年
- 傷追い人（刑務所長）

1988年
- Crying フリーマン（刑事部長）
- 遠山桜宇宙帖 奴の名はゴールド（執政官D）

1990年
- となりのトコロ（鬼）

1991年
- 銀河英雄伝説（ウォルター・アイランズ）
- 創竜伝

1995年
- 沈黙の艦隊（曽根崎登）

1996年
- 親鸞聖人と王舎城の悲劇（目連）

### ゲーム
- 天外魔境 ZIRIA（1989年、ゴーモン、ナメクジ仙人）

### ドラマCD
- ロードス島戦記（ルーマス）

### 吹き替え

#### 映画
- 赤い河
- 明日よさらば（エイブ・スティルバーマン、チャック・リーガン〈ヴァル・エイヴリー〉）
- アラモ（ブル）※テレビ朝日版
- 荒鷲の要塞（ジョージ・カーナビー将軍）※日本テレビ新版
- 怒りの荒野（オーウェン〈ベニート・ステファネリィ〉）※テレビ朝日版
- ヴェラクルス（リトルビット）※テレビ朝日版
- エイリアン・コップ（警備 / モーゼス〈ウォーリー・テイラー〉[18]）※テレビ朝日版
- SF火星の謎/アストロノーツ（トム・エヴェレット）
- OK牧場の決斗（シャンハイ・ピアース〈テッド・デ・コルシア〉、エド・ベイリー〈リー・ヴァン・クリーフ〉、トム・マクローリー〈ジャック・イーラム〉）※テレビ朝日旧録版
- オデッサ・ファイル（大佐）※テレビ朝日版
- 帰って来たガンマン（ローフィ）
- 風と共に散る（ロイ・カーター〈ジョン・ラーチ〉）※テレビ朝日版
- キャノンボール（シーク・アブダルベン・ファラフェル〈ジェイミー・ファー〉[19]）※フジテレビ版
- キャノンボール2（スリム〈ヘンリー・シルヴァ〉）
- 魚雷特急（ラディスロウ〈マイケル・コンスタンティン〉）
- キングコング（ボーン〈ジュリアス・W・ハリス〉）※テレビ朝日旧録版
- クリスタル殺人事件（ベイツ〈チャールズ・グレイ〉）
- ゴースト/血のシャワー（幽霊船の怨霊の声）
- 荒野の用心棒（エステバン・ロホ〈ジークハルト・ルップ〉）※TBS新録版
- コマンチェロ（エステバン）※テレビ朝日新録版
- 殺し屋ハリー/華麗なる挑戦
- 最後のインディアン（ハリス）
- さいはての用心棒（ニューマン〈フリオ・メニコーニ〉）※TBS版
- サイレント・パートナー（フォーゲルマン）
- ザ・カー（エイモス〈R・G・アームストロング〉）※テレビ朝日版
- サムソンとデリラ
- 猿の惑星（ゴリラ2）※フジテレビ版
- J&S/さすらいの逃亡者（メリル〈ハーバート・フックス〉）
- 地獄のアパッチ（スネーク〈トニー・ボーゲル〉）※テレビ東京版
- シャラコ（バッファロー）
- ショーン・コネリー/盗聴作戦（スペンサー〈ディック・アンソニー・ウィリアムズ〉）
- 少林寺への道（ヘイツィン）
- 新・猿の惑星（ウィンスロップ将軍、E-1〈アルバート・サルミ〉、弁護士、大尉）
- ストリートファイター（ドティ〈ブルース・グローヴァー〉）
- 世界殺人公社（モンツォフ男爵〈ヴァーノン・ドブチェフ〉）※TBS版
- 戦略大作戦
- 卒業（ミスター・マックリーリー〈ノーマン・フェル〉）※TBS版
- 空飛ぶ十字剣（シャウ将軍）
- ダーティファイター（エルモ）
- 大侵略（アラン・ワトキンス少佐）
- ダイヤモンドの犬たち（フランクリン）
- 脱出（グライナー弟）※テレビ朝日版
- 007シリーズ（Q〈デスモンド・リュウェリン〉）※TBS版
  - 007/サンダーボール作戦
  - 007は二度死ぬ
  - 女王陛下の007
  - 007/ダイヤモンドは永遠に ※旧録版
  - 007/死ぬのは奴らだ（ティー・ヒー〈ジュリアス・W・ハリス〉）
  - 007/黄金銃を持つ男
  - 007/私を愛したスパイ ※旧録版
  - 007/ムーンレイカー
- 弾丸を噛め
- 遠い国（ラウンズ）※フジテレビ版
- トッツィー（ジョージ・フィールズ〈シドニー・ポラック〉）※フジテレビ版
- トム・ホーン
- ドラキュラ（マイロ・レンフィールド〈トニー・ヘイガース〉）
- ドラゴン怒りの鉄拳（フェン〈ハン・インチェ〉）※テレビ朝日版
- ドラブル
- トランザム7000VS激突パトカー軍団（テキサス州知事）※テレビ朝日版
- ネバダ・スミス（ジェシー・コー〈マーティン・ランドー〉）※フジテレビ版
- ハウスシッター/結婚願望（モスビー）
- ハスラー（ビッグ・ジョン〈マイケル・コンスタンティン〉、ターク〈クリフォード・A・ペロー〉）
- パットン大戦車軍団（ルシアン・K・トラスコット）※日本テレビ新録版
- バラキ（サレルノ）※テレビ朝日版
- バルジ大作戦 ※テレビ朝日版
- 豹/ジャガー（ラファエル）
- ピンク・キャデラック（ウェイクロス）※TBS版
- ブルース・ブラザース（カーティス〈キャブ・キャロウェイ〉、レイ〈レイ・チャールズ〉）※フジテレビ旧録版
- フレンチ・コネクション（コーク）※フジテレビ版
- プロジェクトA（リー〈リー・ホイサン〉）※テレビ朝日版
- ブロンコ・ビリー（ドック・リンチ〈スキャットマン・クローザース〉）
- ホーム・アローン（ジョニー〈ラルフ・フーディー〉、エド〈ビル・アーウィン〉）※フジテレビ版
- ホワイト・バッファロー（ジャック・カイリーン〈クリント・ウォーカー〉）
- マシンガン・パニック/笑う警官（ロドニー・デイヴィス）
- マペットの夢みるハリウッド（スウィータム）※LD版
- マルタの鷹（ウィルマー・クック〈エリシャ・クック・Jr〉）
- ミスター・ノーボディ（ワイルドバンチの首領〈ジェフリー・ルイス〉）※テレビ朝日版
- Mr.Boo!ギャンブル大将（チュン親分 / 会長）
- メイフィールドの怪人たち（ヴィック〈ディック・ミラー〉）※テレビ朝日版
- 野獣戦争（チョーキー〈ポール・ウィンフィールド〉）※日本テレビ版
- 奴らを高く吊るせ!（ウィルソン元大尉〈エド・ベグリー〉）
- 勇気ある追跡（エメット・クインシー）※テレビ東京版
- 夕陽のガンマン（ニーニョ〈マリオ・ブレガ〉）※テレビ朝日版
- ラスト・シューティスト（スイーニー〈リチャード・ブーン〉）※テレビ朝日版
- リオ・ロボ（フィリップス〈ジャック・イーラム〉）※テレビ朝日版
- ロンゲスト・ヤード（アンガー〈チャールズ・タイナー〉）※テレビ東京版
- ワイルドバンチ（マパッチ将軍〈エミリオ・フェルナンデス〉）

#### ドラマ
- 悪魔の手ざわり #11（エド・ハマー〈ジャック・トンプソン〉）
- アメリカン・ヒーロー
- 宇宙清掃株式会社 サルベージ・ワン パイロット版（ハンク）
- 俺がハマーだ!
  - シーズン1 #9（ルディ・メドニック）
  - シーズン2 #8（クライヴ・ハイライト）
- がんばれ!ベアーズ シーズン2 #8（エントウィッスル）
- 刑事コジャック シーズン1 #6（ブローエン）、#9（ロイ・デニスン〈ヴィクター・アルゴ〉）
- 刑事コロンボシリーズ
  - 刑事コロンボ 第三の終章（ブラック）
  - 刑事コロンボ 権力の墓穴（ヘリコプターのパイロット、リムジンの運転手）
  - 刑事コロンボ 忘れられたスター（フラーティ警部、ヘイリー刑事）
  - 新・刑事コロンボ だまされたコロンボ（コズナー）
- 刑事スタスキー&ハッチ シーズン1 #1（エド）、#19（アール）
- 私立探偵マグナム シーズン2 #4（クルーガ）、#9（ディック・マクウィリアムズ〈ガイ・ストックウェル〉）
- スペース1999 植物惑星ルートンの恐怖
- ダンディ2 華麗な冒険 #12（キブ）
- 地上最強の美女たち!チャーリーズ・エンジェル
  - シーズン1 #12（ジェレミー・カー）、#21（ジョン・ストラウス〈ハロルド・ストーン〉）
  - シーズン2 #19（ダン・ジャーヴィス〈L・Q・ジョーンズ〉）
  - シーズン3 #16（ヘクター・モンテロ）
- 超音速ヒーロー ザ・フラッシュ（サンテロ〈ジット・カザン〉、フォスナイト〈ディック・ミラー〉）※日本テレビ版
- 特捜刑事マイアミ・バイス
  - シーズン1 #15（ジョーンズ刑事）
  - シーズン2 #5（フランク・ドース〈フランキー・ヴァリ〉）、#6（アイヴォリー・ジョーンズ〈マイルス・デイヴィス〉）
  - シーズン4 #14（ブローディ〈マーク・メトカーフ〉）
- 特攻野郎Aチーム シーズン3 #20（アーチャー）
- ナイトライダー
  - シーズン2 #1（ツオンベ・クーナ〈ゼイクス・モカエ〉）
  - シーズン4 #15（ダントン〈ケン・フォリー〉）
- ピケット・フェンス（ジョン・リトルトン〈ドン・チードル〉）
- ヒルストリート・ブルース パイロット版（ウィリアム）
- フェアリーテール・シアター はだかの王様（総理大臣〈クライヴ・レヴィル〉）※VHS版
- マペット・ショー（スウィータム）

#### 海外人形劇
- キャプテン・スカーレット 地球の翼を守れ！（モートン）

#### アニメ
- スパイダーマン（たこはち博士）※テレビ東京版

### 特撮
- シルバー仮面ジャイアント（チタン星基地隊長）
- 超神ビビューン（山鬼の声、クルマコロガシの声）
- 人造人間キカイダー（グレイサイキングの声、ブルーバッファローの声）
- どきんちょ!ネムリン（モンローの声）
- 重甲ビーファイター（老師グルの声）
  - 劇場版 重甲ビーファイター（老師グルの声）
- ビーファイターカブト（老師の声）

### テレビドラマ
- 戦友 第25話「落日」（1964年）
- 大江戸捜査網 第15話 「花吹雪あばれ獅子」（1971年）

### その他
- とんねるずのみなさんのおかげです（ナレーション[2]）